# Утврђени четвороугао
Утврђени четвороугао (итал. Quadrilatero), традиционални војни термин за област између аустријских тврђава Верона-Пескијера-Мантова-Лењаго у северној Италији.

## Историја
Утврђења четвороугла, подигнута у виду појасних тврђава крајем 18. века и непрекидно модернизована до 1866. године, била су неосвојива за опсадну артиљерију оног времена и показала су се као сигуран ослонац аустријске власти у северној Италији у периоду Наполеонових ратова (1800-1815) и италијанских ратова за уједињење (1848-1866). Иако никада нису освојена силом, предата су Краљевини Италији миром у Бечу 3. октобра 1866, након аустријског пораза у Трећем рату за уједињење Италије.

## Галерија
- Верона
- Пескјера дел Гарда
- Мантова
- Лењаго